# Starsiege
Starsiege est un jeu vidéo de simulation de mecha développé par Dynamix et édité par Sierra Entertainment, sorti en 1999 sur Windows.

## Accueil
- GameSpot : 7,3/10[1]